# Tallboy (бомба)
«Толлбой» (англ. Tallboy «верзила») — сейсмическая бомба, предназначенная для разрушения подземных или защищённых мощными бетонными укрытиями сооружений (бункеров). Разработана английским инженером Бэрнсом Уоллесом (англ. Barnes Wallis). Применялась в конце Второй мировой войны для разрушения важных промышленных и военных объектов нацистской Германии, которые было невозможно поразить бомбами обычного типа. Для доставки бомбы применялся модифицированный бомбардировщик Авро Ланкастер.
Среди наиболее впечатляющих случаев применения «Толлбой» — разрушение бетонного купола над подземным заводом ракет Фау-2 24 июня 1944 г., взрыв железнодорожного тоннеля вблизи г. Сомюр 8 июня 1944 г. и уничтожение суперпушки Фау-3. Также бомбардировкой этими бомбами были потоплены линкор «Тирпиц» и тяжёлый крейсер «Адмирал Шеер».

## История создания
Впервые британский учёный, инженер и изобретатель Барнс Уоллес изложил свою идею сверхтяжёлой бомбы в 1941 году. Он полагал, что бомба весом около 10 тонн, сброшенная с высоты около 10 км, способна разрушить даже очень сильно укреплённые подземные сооружения не только при прямом попадании, но и при близком разрыве в глубине грунта. Высокая разрушающая способность объясняется в этом случае эффектом «искусственного землетрясения».
Вначале эта идея не вызвала интереса военных. Однако в 1943 была успешно воплощена другая идея Уоллиса — «Прыгающая бомба» (Операция «Большая порка»), после чего авторитет учёного вырос настолько, что был дан зелёный свет и другим его оригинальным идеям, в том числе «сверхбомбе».

## Конструкция
В отличие от обычных авиабомб, корпус «Толлбой» был изготовлен из прочной легированной стали. Форма корпуса была спроектирована так, чтобы обеспечить максимальную скорость падения. При сбросе с расчётной высоты скорость бомбы к моменту столкновения с поверхностью земли превышала скорость звука. Значительная длина корпуса бомбы вначале приводила к её колебаниям в полете, тогда как для глубокого проникновения в грунт было необходимо, чтобы бомба входила в землю строго вертикально. Эта проблема была решена за счёт придания наклонного расположения стабилизаторов к корпусу, в результате чего бомба в полете приобретала вращательное движение относительно своей оси.
Для атаки подземных целей бомба была снабжена тремя специальными взрывателями замедленного действия, срабатывавшими только после проникновения бомбы в грунт.
Масса снаряжённой бомбы составила 5,5 тонн.
При сбросе с достаточной высоты бомба проникала в грунт на глубину более 30 м, или пробивала до 5 м бетона. При подземном взрыве двухтонного заряда происходило мощное сотрясение окружающих пород, подобное небольшому локальному землетрясению, что приводило к разрушению близлежащих сооружений.

## Доставка к цели
Специально под бомбу «Толлбой» пришлось переделать самый крупный английский бомбардировщик того времени — Авро Ланкастер. Для снижения веса с самолёта была снята вся броневая защита и вооружение, кроме двух хвостовых пулемётов. Однако даже облегчённый «Ланкастер» не мог подняться с бомбой на проектную высоту 12 000 м, поэтому обычно сброс происходил с высоты около 8000 м. Как показала практика, этой высоты вполне хватало, чтобы бомба приобретала требуемую скорость.
Для обеспечения необходимой точности попадания был разработан специальный прицел, — Stabilized Automatic Bomb Sight (SABS), — позволявший учитывать множество параметров, включая направление и скорость ветра, температуру воздуха и др. Несмотря на это, налёты зачастую отменялись или оказывались неудачными из-за проблем с точной идентификацией цели.

## Боевое применение
В ходе стратегических бомбардировок Германии бомба «Толлбой» применялась для поражения целей, недоступных другим средствам поражения.

### Тоннель в Сомюре
Разрушение тоннеля в Сомюре — первый опыт применения бомбы «Толлбой».
После высадки союзников в Нормандии было необходимо помешать подвозу в район боев немецких подкреплений, особенно танков. Для нарушения железнодорожного сообщения на юге Франции было важно разрушить тоннель в районе города Сомюр. Налёт был произведён ночью с 8-го на 9 июня 1944 года. В состав группы входили девятнадцать «Ланкастеров» с бомбами «Толлбой» и шесть — с обычной загрузкой. Налёт прошёл успешно — тоннель был надолго выведен из строя. Потерь атакующей стороны не было. Как выяснилось позднее, одна из бомб «Толлбой» взорвалась прямо в тоннеле, пробив 18 м горных пород.

### Операция «Кроссбоу»
Операцией «Кроссбоу» («Арбалет») называлась кампания по противодействию немецкой программе «Оружие возмездия». В ходе операции бомбы «Tallboy» применялись для разрушения укреплённых стартовых позиций и подземных заводов по производству ракет.
Блокгауз, 19 июня 1944 г.
Бомбардировщики 617-й эскадрильи Королевских ВВС сбросили бомбы «Tallboy» на укреплённый ракетный пусковой комплекс вблизи г. Эперлек, Франция. Ближайшая бомба разорвалась в 50 метрах от цели. Несмотря на отсутствие прямого попадания, бункер был выведен из строя.
Купол, 24 июня 1944 г.
Налет на укрепленный завод по производству ракет возле г. Эльфо, Франция. Одна бомба ударила прямо в склон холма над куполом, вызвав грандиозный обвал, заваливший тоннели «Густав» и «Гретхен». Сам купол не был пробит и вообще не пострадал, но детонация заглубленных бомб ослабила породу вокруг него, вызвав разрушение защитной «юбки», частично обрушившейся в карьер. Разрушения были настолько сильны, что немцы сочли продолжение работ на площадке бессмысленным. В ноябре этого же года, после занятия объекта союзниками, на купол в испытательных целях сбрасывали более мощный аналог «Tallboy» — бомбу «Grand Slam».

### Операция Катехизис
Операцией Катехизис (англ. Catechism) называлась атака на линкор «Тирпиц» в Тромсё-фиорде, в бухте Хокёйботн, в оккупированной немцами Норвегии, состоявшаяся 12 ноября 1944 года. Одна из бомб Толлбой взорвалась на берегу, другая в 3 метрах от форштевня, и 3 бомбы попали в линкор. Одна из попавших бомб отскочила от башенной брони, но две другие пробили броню и проделали 60-метровую дыру в его левом борту. Произошёл взрыв артиллерийского погреба, который сорвал башню «С» (Цезарь). В итоге, через несколько минут после атаки «Тирпиц» перевернулся и затонул, унеся с собой на дно 1000 человек из команды численностью в 1700.
Хотя британские бомбардировщики с большинством снятых пулемётов были весьма уязвимы для атак истребителей, из-за плохой координации с флотом, силам люфтваффе не удалось помешать бомбардировке. Получив противоречащие друг другу сообщения о направлении атаки бомбардировщиков и не зная о перемещении «Тирпица» в район острова Хакёйя, немецкие истребители в районе атаки не появились. Германской наземной ПВО удалось повредить лишь двигатель одного из самолётов, участвовавших в налёте, но его команда спаслась, жёстко приземлившись в Швеции.

## В произведениях культуры
Бомба «Толлбой» фигурирует в фильме «Рэмбо IV».
В компьютерной игре «Dishonored» толлбоями называют один из видов противников — закованную в тяжелую броню стражу на высоких ходулях, вооруженную разрывными боеприпасами.